# Acesur

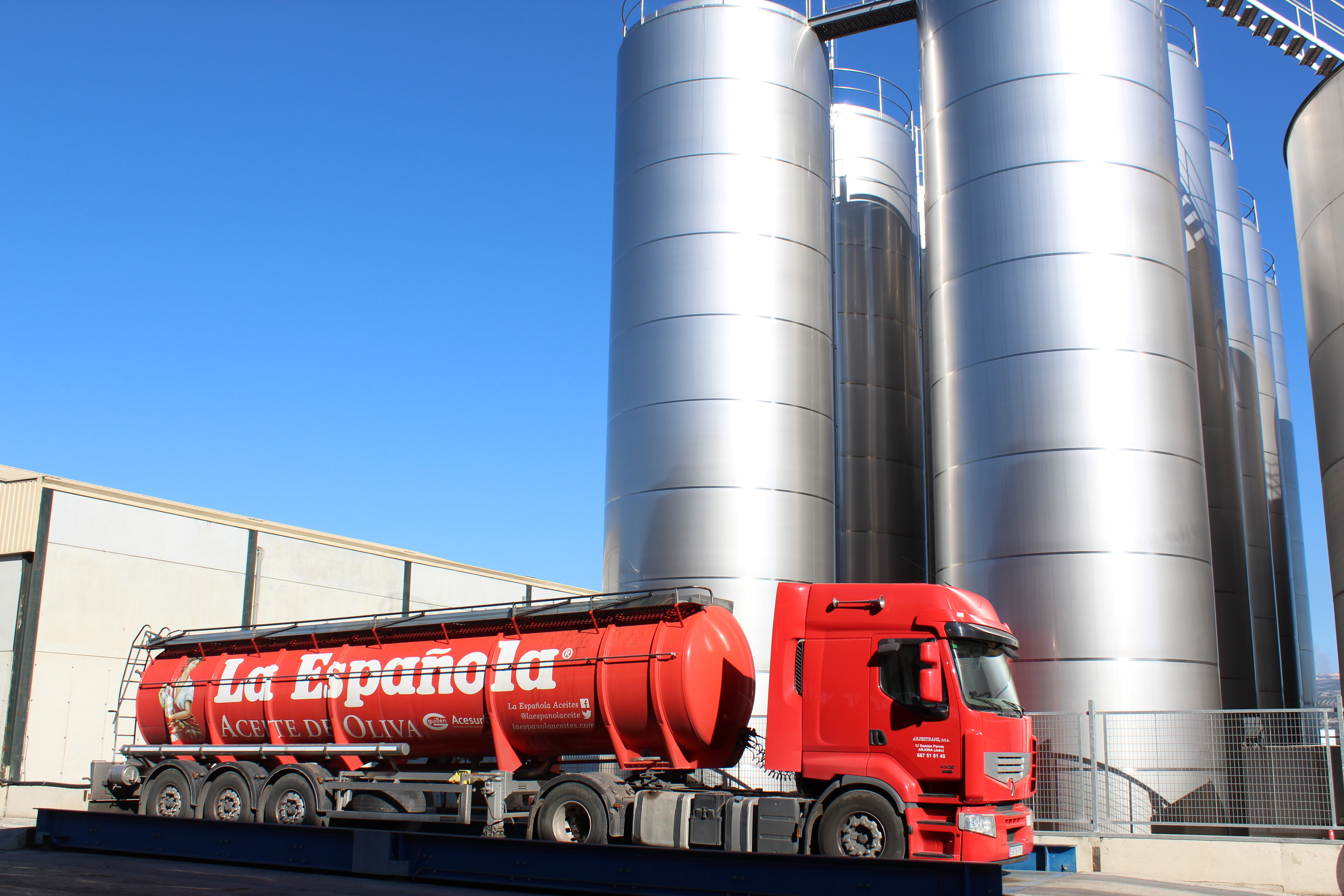
Camión cisterna de la empresa Acesur (La Española) cargando aceite de oliva de los depósitos de las instalaciones de la Hacienda La Laguna.

Acesur es una empresa de referencia del sector del aceite de oliva en España de capital íntegramente español y entre las cinco primeras a nivel mundial. Su actividad gira en torno a la producción, refinado, envasado, comercialización y exportación de aceite de oliva, aceites vegetales, así como aceitunas, vinagres, salsas, mayonesas y condimentos. Tiene marcas líderes a nivel mundial, siendo las más reconocidas La Española, Coosur o Al Amir. Además, Acesur ha sido reconocida con diversos premios como el Aster por la labor empresarial o el que reconoce a la mejor empresa de la industria alimentaria española.

## Historia
Acesur fue fundada en 1840. Sus más de 600 empleados se reparten entre los centros de Dos Hermanas, La Roda de Andalucía (Sevilla), Tarancón (Cuenca), Madrid, Mora (Toledo), Vilches, Puente del Obispo y Jabalquinto (Jaén).  Actualmente exporta a más de 80 países en los 5 continentes. La exportación supone más de 35 % de la facturación de Acesur. Aunque posee más de 20 marcas adaptadas a cada mercado, sus buques insignia son ‘La Española’ y ‘Coosur’.
Acesur creó hace unos años su propia división de energías renovables ENERSUR, dividida en tres ramas: biomasa, cogeneración eléctrica y biodiésel.
Como parte de su estrategia en materia de responsabilidad social, el presidente de la compañía, fundó en 2010 la Fundación Juan Ramón Guillén, centrada en la promoción y fomento del medio rural en general y del olivar en particular, y cuyo objetivo último es la declaración del olivar como Patrimonio de la Humanidad.

### Paso a paso
- 1840: Año de fundación. Se inician los contactos y gestiones.
- 1841: Registro de Protocolo de la empresa “Luca de Tena” en Torreblanca. (Sevilla)
- 1891: Se constituye “Hijos de Luca de Tena” en la Huerta de la Salud de Sevilla.
- 1892: Se registra como “sociedad en comandita” al aportarse marca y maquinaria.
- 1947: Se constituye “Aceites y Jabones Luca de Tena” por compra total al grupo anterior.
- 1948: Se crea “Luca de Tena, S.A.”
- 1952: Se constituye todo el grupo en Sociedad Anónima
- 1953: Se adaptan los estatutos a la nueva Ley de Régimen Jurídico de Sociedades.
- 1968: Se crea “Aceites Giralda, S.A.”
- 1974: “Aceites y Jabones Luca de Tena, S.A.” vende el nombre de “Aceites Giralda, S.A.” en una reorganización total que se consuma con el traslado del grupo al Polígono Industrial de La Palmera (actual emplazamiento). Se venden algunas marcas y se agrupan otras para una política común en el mercado exterior adaptándose el nombre genérico de “Olivarera Internacional, S.A.” (OLIVASA).
- 1976: En este año entra la familia Guillén; conocidos expertos del aceite.
- 1988: Para distinguir la procedencia de los aceites andaluces y por mejoras del fondo comercial e inversiones se nomina a todo el grupo “ACEITES DEL SUR, S.A.”
- 1990: “Aceites del Sur, S.A.”, celebra su 150 ANIVERSARIO con la satisfacción de ser la empresa familiar andaluza y una de las españolas más importantes de sector.
- 2000: La empresa edifica una fábrica con refinería en Aleppo, Siria, desde la que lidera las ventas de aceite envasado en el país y exporta a todos los mercados de Oriente Medio: Arabia Saudita, Kuwait, Irán, Yemen.
- 2002: Al adquirir Coosur (Vilches, Jaén), Olcesa (Tarancón, Cuenca) y realizar una gran inversión en Jabalquinto, Jaén, la empresa adquiere la denominación corporativa de Acesur.
- 2008: Adquisición de la Planta de tratado de residuos del olivo de Jabalquinto (Jaén).
- 2008: Acesur pasa a comercializar los productos de la marca italiana Ponti en España
- 2009: Apertura de la Planta de Cogeneración de Jabalquinto (Jaén).
- 2010: Acesur adquiere Duendesol, entrando con ella en el mercado de las salsas.
- 2010: Comienzo su andadura la Fundación Juan Ramón Guillén, que nace para defender y realzar el olivar y el sector rural.
- 2011: Puesta en acción de la Planta de Biodiésel en Tarancón.
- 2013: Acesur, junto a García Munté, inaugura en Puente del Obispo la planta de biomasa Probiosur.
- 2015: Acesur comienza a distribuir las pastas La Molisana en España y Portugal.

## Exportaciones
- 1975: primeras exportaciones. Presencia en EE. UU. siendo uno de los principales exportadores de aceite a aquel país, tiene varios distribuidores que cubren la totalidad del país, y sus aceites están presentes en las mejores cadenas de EE. UU.
- 1989: Con la marca ‘La Española’, surgen las primeras exportaciones a Brasil, de la mano de Paez Mendoça (Salvador de Bahía) y Sendas (Río de Janeiro), y distribuidores locales en São Paulo, Curitiba y Florianópolis.
- 1995-1996: empieza la andadura en Brasil con Cargill, siguiendo de su mano un crecimiento estable en Brasil.
- 2004: exportaciones en el gigante asiático, alcanzando cuotas del 10 % de las importaciones de aquel país, fundamentalmente con ‘La Española’ y ‘Coosur’
- 2011: exportaciones a más de ochenta países en los cinco continentes.
- 2012: apertura de oficina comercial propia en Estados Unidos.
- 2014: apertura de oficina comercial propia en Brasil.
- 2015: apertura de oficina comercial propia en Reino Unido.

## Instalaciones
Acesur tiene repartidos sus diferentes centros en distintos puntos de la geografía nacional e internacional:
- Dos Hermanas (Sevilla): sede de la empresa, donde se ubican las direcciones de los distintos departamentos, y se envasa el producto destinado a la exportación.
- Hacienda Guzmán (La Rinconada, Sevilla): es la sede de la Fundación Juan Ramón Guillén.
- La Roda de Andalucía (Sevilla): se realizan las labores de molturación de aceitunas, almacenaje de aceite, y alberga un centro de tratamiento de los residuos del olivar.
- Puente del Obispo (Jaén): alberga un centro de tratamiento de residuos del olivar.
- Jabalquinto (Jaén): en estas instalaciones se encuentra un centro de tratamiento de residuos del olivar.
- Vilches (Jaén):[3] las labores que se realizan en Vilches son las de refinado, envasado y almacenaje de la producción de Acesur. También alberga un centro logístico automático.
- Tarancón (Cuenca): produce aceite de semilla de girasol. También existe una planta de biodiésel.
- Mora (Toledo): produce aceite de oliva virgen en sus distintas variedades.
- Madrid: aquí se ubican las oficinas comerciales y de marketing.
- Aleppo (Siria): planta productiva de aceite de oliva destinada a atender el mercado de Oriente Medio.
- Nueva York (Estados Unidos): Oficina comercial en Estados Unidos. Empieza a funcionar en noviembre de 2012.
- Norfolk Virginia: Almacén para agilizar la distribución en Estados Unidos.
- Shanghái (China): Oficina comercial en China.

## Premios
Algunos de los galardones más destacados que ha recibido:
- Premio Aster a la Trayectoria Profesional 2011. Concedido por la Escuela Superior de Gestión Comercial y Marketing[5]
- Premio Príncipe Felipe a la Excelencia Empresarial en la categoría Internacional 2002. Concedido por el ministerio de Industria, Turismo y Comercio.
- Premio Aster por la labor empresarial 2002. Otorgado por la Escuela Superior de Gestión Comercial y Marketing (ESIC).
- Premio TOP 2002 al aceite de oliva virgen extra de La Española otorgado por los especialistas de la revista Distribución Actualidad.[6]
- Premios ALAS (2004) y GALEÓN (1991) por la labor exportadora y la internacionalización. Dados por la Junta de Andalucía.
- Premio ORO 2005 a La Española Virgen Extra en la categoría de aceites, grasas, mantequillas y margarinas. Lo concede la revista alemana Lebbensmittel Praxis líder del sector de la distribución.[7]
- Familia – Empresa 2007. Concedido por el instituto San Telmo.[8]
- Premio Doñana a la Empresa Sostenible 2008.[9]
- Premio Alimentos de España 2010 a la Industria Alimentaria.[10]
- Premio Capital 2011 a la trayectoria empresarial de la compañía.[11]
- Medalla de Andalucía 2011 a don Juan Ramón Guillén.[12]
- Medalla de Oro al Mérito en el Trabajo entregada por Gobierno de España a don Juan Ramón Guillén.[13]
- Premio Prestigio Oro a La Española Gourmet en terraolivo 2013.[14]